# 오드강
오드강(프랑스어: Aude)은 프랑스 남부에 흐르는 길이 220km의 강이다. 중류에서 미디 운하와 연결된다.

## 같이 보기
- 프랑스의 강 목록